# Dicranota brunettii
Dicranota brunettii är en tvåvingeart som först beskrevs av Edwards 1916.  Dicranota brunettii ingår i släktet Dicranota och familjen hårögonharkrankar. Inga underarter finns listade i Catalogue of Life.